# Agencije Evropske unije
Agencije Evropske unije oz. agencije Skupnosti  so pravna oseba evropskega javnega prava in niso institucije EU. Ustanovljena je z aktom sekundarne zakonodaje za izpolnjevanje posebnih tehničnih, znanstvenih ali upravljavskih nalog v okviru prvega stebra Evropske Unije. Zagotavljajo podporo delovanju EU na posameznem področju z izvajanjem zelo podrobnih tehničnih, znanstevnih, raziskovalnih ali organizacijskih nalog.

## Seznam agencij
Agencije so navedene z različnimi barvami, glede na tri stebre:
  Evropska skupnost
  Skupna zunanja in varnostna politika 
  Policijsko in sodno sodelovanje
| Uradno ime | Kratica   | Lokacija           | Ustan. | Steber |
| --- | --------- | ------------------ | ------ | ------ |
| Evropska agencija za varnost in zdravje pri delu European Agency for Safety and Health at Work uradna stran slovenska stran Arhivirano 2007-12-25 na Wayback Machine.                                            | EU-OSHA   | Bilbao             | 1996   | *      |
| Evropski center za razvoj poklicnega usposabljanja European Centre for the Development of Vocational Training uradna stran slovenska stran Arhivirano 2007-12-31 na Wayback Machine.                             | Cedefop   | Thessaloniki       | 1975   | *      |
| Evropska fundacija za zboljšanje življenjskih in delovnih razmer European Foundation for the Improvement of Living and Working Conditions uradna stran slovenska stran Arhivirano 2008-01-18 na Wayback Machine. | EUROFOUND | Dublin             | 1975   | *      |
| Evropska agencija za okolje European Environment Agency uradna stran slovenska stran Arhivirano 2007-12-14 na Wayback Machine.                                                                                   | EEA       | København          | 1994   | *      |
| Evropska fundacija za usposabljanje European Training Foundation uradna stran slovenska stran Arhivirano 2007-12-21 na Wayback Machine.                                                                          | ETF       | Torino             | 1994   | *      |
| Evropski center za spremljanje drog in zasvojenosti z drogami European Monitoring Centre for Drugs and Drug Addiction uradna stran slovenska stran Arhivirano 2008-01-18 na Wayback Machine.                     | EMCDDA    | Lizbona            | 1993   | *      |
| Evropska agencija za zdravila European Medicines Agency uradna stran slovenska stran Arhivirano 2008-01-09 na Wayback Machine.                                                                                   | EMEA      | London             | 1995   | *      |
| Urad za harmonizacijo na notranjem trgu EU Office for Harmonization in the Internal Market uradna stran slovenska stran Arhivirano 2007-12-21 na Wayback Machine.                                                | OHIM      | Alicante           | 1999   | *      |
| Urad Skupnosti za rastlinske sorte Community Plant Variety Office uradna stran slovenska stran Arhivirano 2008-01-18 na Wayback Machine.                                                                         | CPVO      | Angers             | 1994   | *      |
| Prevajalski center za organe Evropske unije Translation Centre for the Bodies of the European Union uradna stran slovenska stran Arhivirano 2008-01-18 na Wayback Machine.                                       | CdT       | Luksemburg         | 1994   | *      |
| Evropska agencija za obnovo European Agency for Reconstruction uradna stran slovenska stran Arhivirano 2008-01-18 na Wayback Machine.                                                                            | EAR       | Solun              | 2000   | *      |
| Evropska agencija za varno hrano European Food Safety Authority uradna stran slovenska stran Arhivirano 2008-01-18 na Wayback Machine.                                                                           | EFSA      | Parma              | 2002   | *      |
| Evropska agencija za pomorsko varnost European Maritime Safety Agency uradna stran Arhivirano 2008-10-26 na Wayback Machine. slovenska stran Arhivirano 2007-12-30 na Wayback Machine.                           | EMSA      | Lizbona            | 2002   | *      |
| Evropska agencija za varnost v letalstvu European Aviation Safety Agency uradna stran slovenska stran Arhivirano 2008-01-18 na Wayback Machine.                                                                  | EASA      | Köln               | 2003   | *      |
| Evropska agencija za varnost omrežij in informacij European Network and Information Security Agency uradna stran slovenska stran Arhivirano 2007-12-31 na Wayback Machine.                                       | ENISA     | Heraklion          | 2005   | *      |
| Evropski center za preprečevanje in obvladovanje bolezni European Centre for Disease Prevention and Control uradna stran slovenska stran Arhivirano 2008-01-18 na Wayback Machine.                               | ECDC      | Stockholm          | 2005   | *      |
| European Global Navigation Satellite System Supervisory Authority | GSA       | ?                  | 2004   | *      |
| Evropska železniška agencija European Railway Agency uradna stran slovenska stran Arhivirano 2008-01-18 na Wayback Machine.                                                                                      | ERA       | Valenciennes/Lille | 2004   | *      |
| Evropska agencija za mejno in obalno stražo European Border and Coast Guard Agency uradna stran slovenska stran                                                                                                  | Frontex   | Varšava            | 2016   | *      |
| Agencija Skupnosti za nadzor ribištva Community Fisheries Control Agency uradna stran Arhivirano 2013-11-11 na Wayback Machine. slovenska stran Arhivirano 2008-01-18 na Wayback Machine.                        | CFCA      | Vigo               | 2005   | *      |
| Evropska agencija za kemikalije Community European Chemicals Agency uradna stran slovenska stran Arhivirano 2008-01-18 na Wayback Machine.                                                                       | ECHA      | Helsinki           | 2007   | *      |
| European Institute for Gender Equality | ?         | ?                  | 2007   | *      |
| Agencija Evropske unije za temeljne pravice European Fundamental Rights Agency uradna stran slovenska stran Arhivirano 2008-01-18 na Wayback Machine.                                                            | FRA       | Dunaj              | 2007   | *      |
| Evropska obrambna agencija European Defence Agency uradna stran slovenska stran Arhivirano 2008-01-10 na Wayback Machine.                                                                                        | EDA       | Bruselj            | 2004   | -      |
| Inštitut Evropske unije za varnostne študije European Institute for Security Studies uradna stran slovenska stran Arhivirano 2007-07-11 na Wayback Machine.                                                      | ISS       | Pariz              | 2001   | -      |
| Satelitski center Evropske unije European Union Satellite Centre uradna stran slovenska stran Arhivirano 2007-07-11 na Wayback Machine.                                                                          | EUSC      | Torrejón de Ardoz  | 2002   | -      |
| Evropska policijska akademija European Police College uradna stran slovenska stran Arhivirano 2008-01-15 na Wayback Machine.                                                                                     | CEPOL     | Bramshill          | 2001   | x      |
| Evropski policijski urad European Police Office uradna stran slovenska stran Arhivirano 2007-12-17 na Wayback Machine.                                                                                           | Europol   | Haag               | 1999   | x      |
| Urad za evropsko pravosodno sodelovanje European body for the enhancement of judicial co-operation uradna stran slovenska stran Arhivirano 2007-12-18 na Wayback Machine.                                        | Eurojust  | Haag               | 2002   | x      |

## Izvajalske agencije
Izvajalske agencije so organizacije, ustanovljene z namenom, da bodo pooblaščene za določene naloge, ki se nanašajo na upravljanje enega ali več programov Skupnosti. Te agencije se ustanovijo za določeno obdobje.
- Izvajalska agencija za inteligentno energijo, Intelligent Energy Executive Agency (IEEA) - Bruselj
- Izvajalska agencija za izobraževanje, avdiovizualno področje in kulturo, Education, Audiovisual & Culture Executive Agency (EACEA) - Bruselj
- Izvajalska agencija za javno zdravje , Executive Agency for the Public Health Programme (PHEA) - Luksemburg
- Izvajalska agencija za konkurenčnost in inovativnost Executive Agency for Competitiveness and Innovation (EACI) - Bruselj
- Trans-European Transport Network Executive Agency (TEN-TEA) - Bruselj

## Predlagane agencije
- European Telecom Market Authority (ETMA?)